# Messier 15
Messier 15 (znana również jako M15 lub NGC 7078) – gromada kulista w gwiazdozbiorze Pegaza. Została odkryta przez Jean-Dominique Maraldiego 7 września 1746 roku podczas obserwacji komety. W katalogu Messiera znajduje się od 3 czerwca 1764. W 1783 William Herschel jako pierwszy zaobserwował pojedyncze gwiazdy ją tworzące.

## Charakterystyka fizyczna
M15 jest oddalona o około 33 600 lat świetlnych od Ziemi. Ma jasność względną 6,2m, a jasność absolutną -9,17m. Typ widmowy gromady określa się na F3 lub F4.

## Dane astronomiczne
Najjaśniejsze gwiazdy gromady mają jasność obserwowaną ok. 12,6m, ich jasność absolutna wynosi ok. -2,8m (ok. 1000 razy jaśniejsze od Słońca). M15 znajduje się na trzecim miejscu wśród gromad o największej ilości gwiazd zmiennych (za M3 i omega Centauri) – odkryto ich 112. Jedna z nich jest najprawdopodobniej cefeidą typu II (gwiazdą typu W Virginis). W obrębie M15 odkryto również 9 pulsarów.
M15 jest najprawdopodobniej najgęstszą gromadą w Drodze Mlecznej.
W 1928 zaobserwowano mgławicę planetarną Pease 1 w obrębie M15. Był to pierwszy przypadek odkrycia takiego obiektu w gromadzie kulistej (do tej pory w Drodze Mlecznej odkryto cztery). W 1976 A. W. Peterson zaobserwował prawdopodobną mgławicę planetarną, jednak odkrycie nie zostało potwierdzone.

### Jądro gromady
Gromada posiada bardzo jasne jądro, a także emituje promieniowanie rentgenowskie. Wskazywałoby to na obecność czarnej dziury. Dzięki obserwacjom prowadzonym przy użyciu Teleskopu Hubble’a udało się ustalić, że jądro M15 zapada się. W 21 spośród 157 znanych gromad kulistych naszej Galaktyki zaobserwowano podobny proces, 8 kolejnych czeka na weryfikację.
Połowa masy M15 jest skupiona w obszarze o średnicy 10 lat świetlnych (1,06'). Centrum jądra jest bardzo małe w porównaniu z rozmiarami całej gromady. Jego wymiary obserwowane to jedynie ok. 0,14 minuty kątowej (8,4"), co odpowiada ok. 1,4 roku świetlnego. 
Nie jest zupełnie jasne czy zagęszczenie jądra jest spowodowane oddziaływaniami grawitacyjnymi pomiędzy gwiazdami, czy też zawiera ona supermasywny obiekt centralny. Nie ma dostatecznych danych co do tego typu obiektów, ale wielu naukowców uważa je za czarne dziury.

## Obserwacja
Jasność 6,2m stawia M15 na granicy widzialności gołym okiem przy bardzo dobrych warunkach. Już w małej lornetce można zobaczyć jej kulisty kształt. Już przy użyciu małego teleskopu można zaobserwować pojedyncze gwiazdy na jej brzegach.

## Galeria

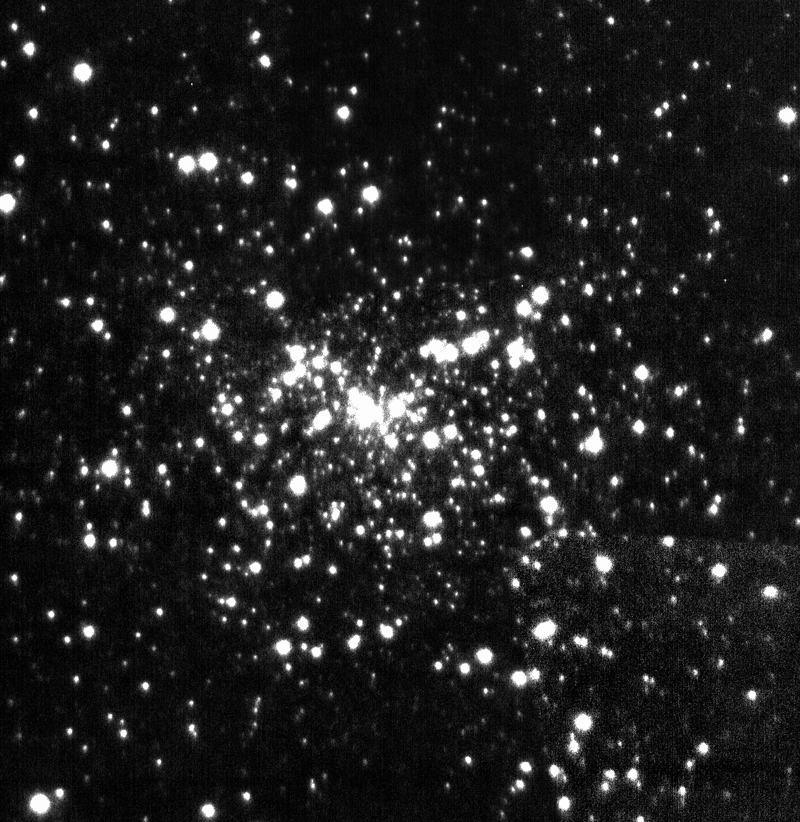
Centralna minuta kwadratowa M15 sfotografowana przy użyciu techniki „lucky imaging”
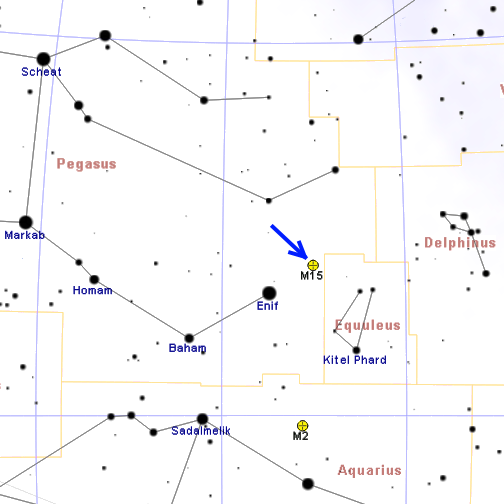
Mapa pokazująca położenie M15
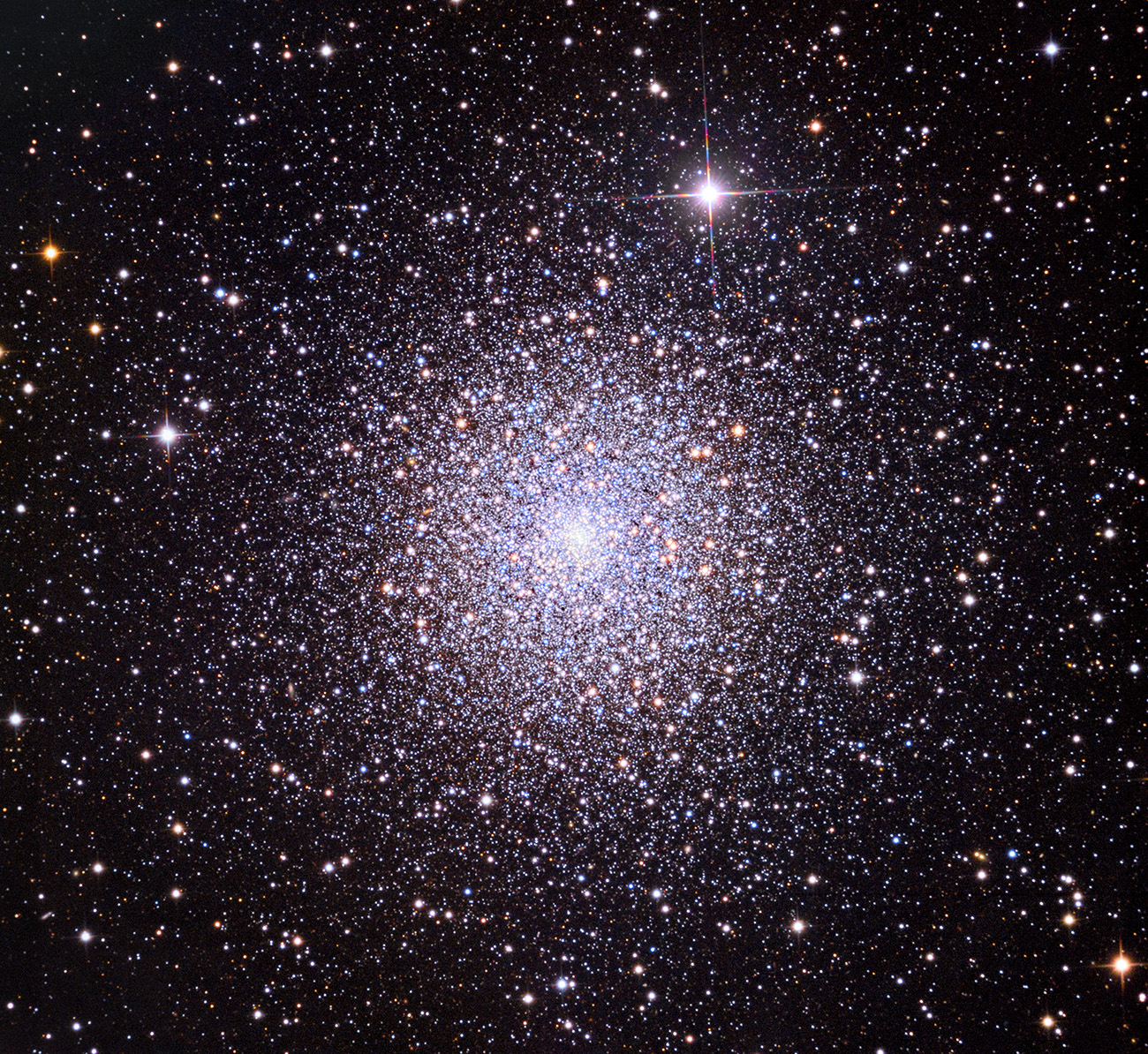
Głęboki obraz szerokopasmowy (RGB) M15